# 튀르키스탄 이슬람당 시리아 지부
튀르키스탄 이슬람당 시리아 지부(아랍어: حركة شرق تركستان الإسلامية)는 위구르인들이 중심이 되어 세운 튀르키스탄 이슬람당의 시리아 지부로, 시리아 내전에 참전 중이다. 튀르키스탄 이슬람당이 시리아에서 활동하기 시작하던 때에 본부는 아프가니스탄과 파키스탄에서 주둔한 상태에서 중화인민공화국에서 활동 중이었다. 튀르키스탄 이슬람당은 터키식 우편제도와 터키 은행을 사용하며 튀르크인을 중심으로 하는 조직의 공고함을 강화하고 있다.

## 같이 보기
- 지하디즘
- 튀르키스탄 이슬람당